# Radosław Gil (siatkarz)
Radosław Gil (ur. 25 stycznia 1997 w Kozach) – polski siatkarz, grający na pozycji rozgrywającego.

## Sukcesy klubowe

### młodzieżowe
Turniej Nadziei Olimpijskich:
- 2012
- 2011

Ogólnopolska Olimpiada Młodzieży:
- 2013

Mistrzostwa Polski Kadetów:
- 2013, 2014

Mistrzostwa Polski Juniorów:
- 2015
- 2016

Młoda Liga:
- 2016

### seniorskie
Liga polska:
- 2017

MEVZA - Liga Środkowoeuropejska:
- 2018

Liga słoweńska:
- 2018

I liga polska:
- 2022[6]

## Sukcesy reprezentacyjne
Turniej EEVZA:
- 2013

Mistrzostwa Świata Juniorów:
- 2017